# Trinidad (Valencia)
Trinidad (en valenciano Trinitat) es un barrio de la ciudad de Valencia (España), perteneciente al distrito de La Zaidía. Está situado en el centro de la ciudad y limita al norte con Benimaclet, al este con Jaime Roig y Exposición, al sur con La Seu y La Xerea y al oeste con Morvedre. Su población en 2022 era de 7833 habitantes.

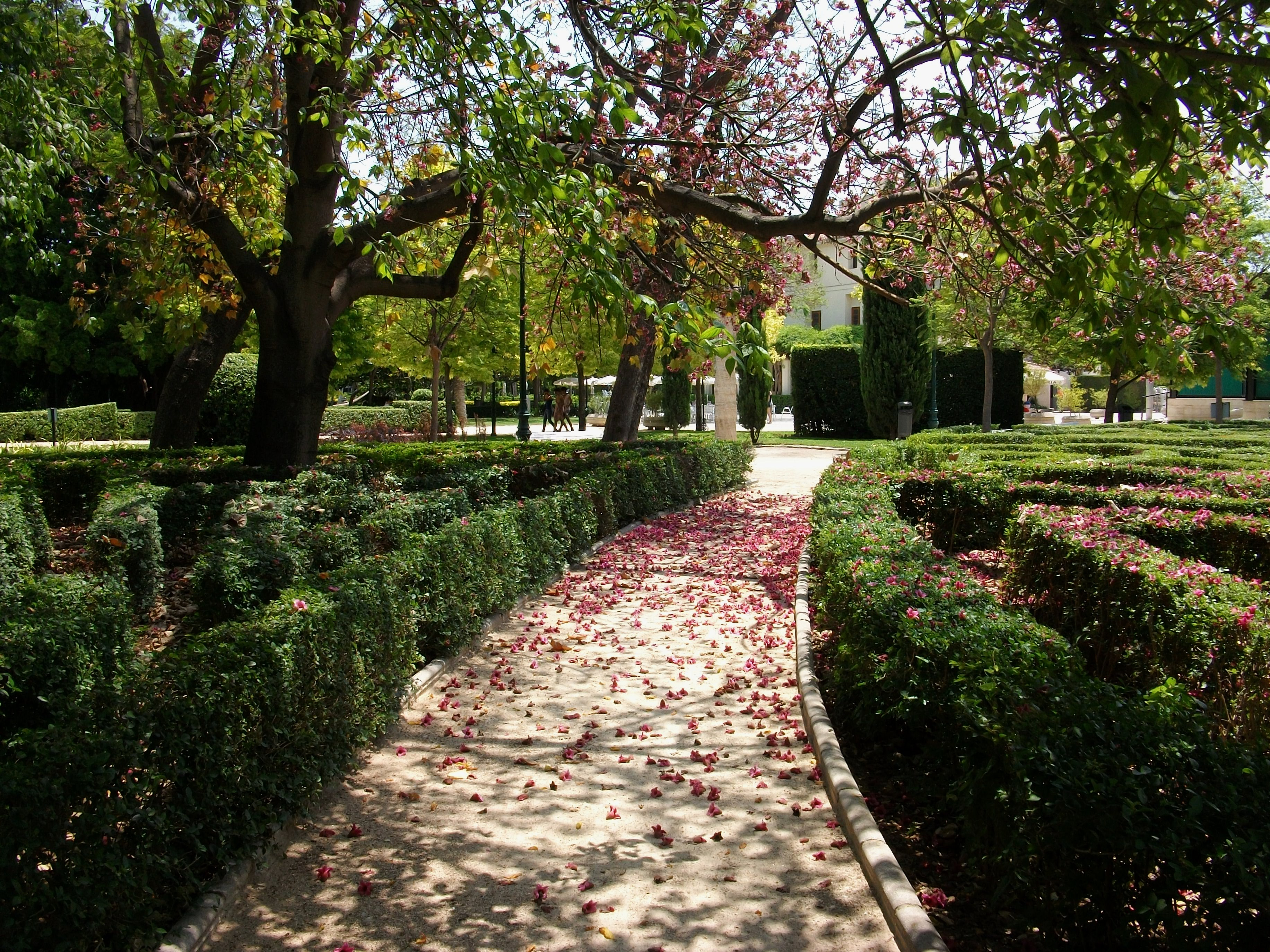
Los Jardines del Real, ubicados en el barrio de Trinidad.